# Rattus novaeguineae
Rattus novaeguineae là một loài động vật có vú trong họ Chuột, bộ Gặm nhấm. Loài này được Taylor & Calaby mô tả năm 1982.